# 數碼寶貝03馴獸師之王
《數碼寶貝03馴獸師之王》，于2001年4月1日-2002年3月31日，全51话，每周日09:00-09:30（UTC+9）在富士电视台系列播映的电视动画，是數碼寶貝电视动画系列第三作，原企划标题为《數碼寶貝大冒險EVO》。中国大陆搜狐视频2015年版权到期后，转由爱奇艺网络播映。

## 剧情
故事發生在現實世界，2001年，數碼獸存在於電子遊戲、交換卡片遊戲還有動畫系列。五年級的小學生松田啟人因熱愛數碼寶貝卡片遊戲（Digital Monster Card Game）設計出了一隻數碼獸，因為對真正數碼獸的無比嚮往，某天刷卡器吸收了自己設計的數碼獸令因而他的刷卡器變成了真正的数码器——“D-Ark”，之後又認識了李健良和牧野留姬，他們遇到了自己的搭档數碼獸，與來到現實世界的數碼獸戰鬥。最初的冒險在現實世界展開，然而數碼世界四聖獸之一的朱雀獸為了保護他們的進化之光，不斷派遣帝魔（十二隻以十二神將為原型的數碼獸）來到現實世界，而後又把古樂獸帶走，啟人他們為了救它，帶了博和、樹莉以及健太，決定進入數碼世界。在數碼世界中，啟人一行人又遇到了傳說中的馴獸師——秋山遼。而後又遇到了被傳送至數碼世界的健良的妹妹——小春。他們8個人在得到了四聖獸的認可後，帶著古樂獸回到現實世界。但是在消滅真正的敵人「数码死神（D-Reaper）」之後，因為程式的關係，使得基爾獸他們必須要返回數碼世界。在離別前基爾獸和啟人約定：「之後還是要一起玩喔，要記得喔。」在數碼獸們都回去後，馴獸師們又再度開始了還沒有遇見數碼獸時的生活。但是有一天啟人經過基爾獸曾經住的地方，到裡面察看時，發現了現實世界和數碼世界的大門又打開了……

## 概要
本作原企划标题虽和《数码宝贝大冒险》系列有關聯，但在更改标题後，劇情和设定也變的和大冒险系列沒有關係而是成為了「平行世界」和「剧中剧」。本作開始加入交換卡片遊戲的要素，讓故事變得更多元，同時也給万代發售的數碼寶貝卡片遊戲（Digital Monster Card Game）进行了联动宣传。而矩陣進化（Matrix Evolution）這點則為第四作的設定預先鋪路。
- 並沒有被選召的孩子們：本作中，主角们認為数码兽不是出於它們自己的意志，並致使牠們進行冒險。相对于其他几作，消極地強加給孩子们让其接受冒险，尤为不同。
- 首次加入交換卡片遊戲的要素：由於有著卡片遊戲的要素，所以馴獸師刷卡加強数码兽的戰鬥能力，甚至可以使用前作数码兽的必殺技。
- 不是代理戰鬥的戰鬥——究極體一體化：在前两作，戰鬥高潮如下：暴龙机將傳遞“能量”給数码兽，它們的作用在数码兽進化後就結束了。之後，戰鬥將在数码兽之間展開，孩子們僅僅表現對戰鬥的反應，或是為数码兽加油。而這一系列，作為英雄化的数码兽成為究極體時，孩子們必須成為数码兽的一部分。這個設定亦啓發了後作《數碼寶貝無限地帶》，人類沒有数码兽作爲搭档，直接進化成数码兽。
- 数码兽不會復活：無論在前作還是後作，数码兽死後會變回數碼蛋然後復活，但本作不會，儘管数码兽都是由數據組成，但他們死後會粉碎，變回數據，被其他的数码兽吃掉，成為食糧，情況與自然界的弱肉強食一樣。
- 數碼世界是層狀的，而不是其他作品般是球狀的，整個數碼世界都是怪怪的，看似上方的地方其實是在下方，而且不時出現龍捲風（巨大光柱，可以把人吹到不同的地方）。
- 数码兽進化：数码兽與前作和後作一樣都會在戰鬥過程中進化。不同之處是，前作和後作進化戰鬥完後（無論戰勝還是戰敗）都會自動退化为成長期，但本作戰鬥完後数码兽並不會即時退化，而需要特定環境或者情況才會退化为成長期。

最高收视率：11.6%、最低收视率：7.3%、平均收视率：9.9%。万代总玩具销售额78亿日元。

### 克苏鲁神话色彩
文部科学省设立的机密机关、情报管理局的室长山木满雄，制作了监视、追踪不正信息流动的系统“许普诺斯”、消除程序“犹格斯”、“夏盖”。他将想要出现在现实世界的数据视为危险源，并称呼他们为“野生小组（Wild One）”。
山木本身也设定为喜欢古生物及克苏鲁神话的科学家，可能隐射了小中千昭的爱好。
犹格斯

“犹格斯（Yuggoth）”的命名源自克苏鲁神话中的犹格斯星。犹格斯可能是矮行星冥王星。是洛夫克拉夫特所创造的真菌，“米·戈（Mi-Go）”的主要殖民地或称基地。米·戈被分类为下级独立种族。
夏盖/歼灭计划

“夏盖（Shaggai）”的命名源自克苏鲁神话中的夏盖星。夏盖星是由双子绿色太阳组成的双星系统上运行的行星，可能位于仙女座星系。它在宇宙中比犹格斯更为遥远。可能正是夏盖虫族（Insect from Shaggai）的母星。夏盖星在8个世纪前被毁灭，据说是由于外神格赫罗斯（Ghroth）的到来，使某种不明生命体苏醒而造成的。
许普诺斯

“许普诺斯”的名字来源很容易让人联想到希腊神话中的睡眠之神，但洛夫克莱夫特将他导入自己的作品中，并且已经完全融入了克苏鲁神话。许普诺斯在克苏鲁神话中是一位古神，形象不明。
野生小组/Wild One

在英语中，One可用来替代名词所指的很明确的人、物。旧日支配者使用的原文为“Great Old One”、作为下级仆从种族的深潜者在原文中也用“Deep One”表示。而古神在早期的小说故事中也有用“Old One”进行称呼。山木满雄将在网络上自主活动引起的错误和事故的数码兽称为“Wild One”，可能只是单纯的英语用法，也可能是隐射了克苏鲁神话中“旧日支配者”等名词的命名方式。
密斯卡托尼克大学

密斯卡托尼克大学（Miskatonic University）是克苏鲁神话中霍华德·菲利普斯·洛夫克拉夫特的作品中多次出场的一所虚构学校，位于美国马塞诸塞州。
内原户哲夫

这一人名在小中千昭1998年为《迪迦奥特曼》写的短篇《深渊漫步者》也有出场。但在外形的描述上与第44话中差别很大，是一个浅黑肤色有着缝隙般眼睛的男人。而名字本身可能也有隐射。
| 内原户（ナイハラト）→→Nyarlatho  |
| 哲夫（てつお）→哲夫（てつふ）→→tep |

奈亚拉托提普（Nyarlathotep）是外来神之一，在以克苏鲁神话为背景的小说中经常出现的一个角色。人类化身通常是一个皮肤黝黑，身形瘦高，面带爽朗笑容的男子。奈亚拉托提普是外神们在地上的信使和代言人，它尤其服从于阿撒托斯；亦不同于大多数对人类不感兴趣的外神，奈亚拉托提普总是热衷于欺骗、诱惑人类，并以使人类陷入恐怖与绝望为其最高的喜悦。在克苏鲁神话中，它的形象最接近于传统“魔鬼”的概念。
梅菲斯兽

剧场版《数码宝贝驯兽师之王 冒险者的战斗》的BOSS梅菲斯兽，其同样在胸口处有刻记五角星的“古神之印”（Elder Sign）的变形。，是由奥古斯特·威廉·德雷斯在《居于户口之物（The Lurker at the Threshold）》中首次设计的。

### 大事年表
| 年代 年份       | 现实世界 | 数码世界 |
| --------------- | --- | --- |
| 1936年          | 艾伦·麦席森·图灵（Alan Mathison Turing）向英国伦敦权威的数学杂志发表了一篇论文《论可计算数及其在判定问题上的应用》。在这篇开创性的论文中，图灵给“可计算性”下了一个严格的数学定义，并提出著名的“图灵机”的设想。 | 艾伦·麦席森·图灵（Alan Mathison Turing）向英国伦敦权威的数学杂志发表了一篇论文《论可计算数及其在判定问题上的应用》。在这篇开创性的论文中，图灵给“可计算性”下了一个严格的数学定义，并提出著名的“图灵机”的设想。 |
| 1937年          | 21岁的麻省理工学院研究生克劳德·艾尔伍德·香农（Claude Elwood Shannon）发表了他的伟大论文《对继电器和开关电路中的符号分析》,文中首次提及数字电子技术的应用,他向人们展示了如何使用开关来实现逻辑和数学运算。此后，他通过研究万尼瓦尔·布什（Vannevar Bush）的微分模拟器进一步巩固了他的想法。这是一个标志着二进制电子电路设计和逻辑门应用开始的重要时刻。 | 21岁的麻省理工学院研究生克劳德·艾尔伍德·香农（Claude Elwood Shannon）发表了他的伟大论文《对继电器和开关电路中的符号分析》,文中首次提及数字电子技术的应用,他向人们展示了如何使用开关来实现逻辑和数学运算。此后，他通过研究万尼瓦尔·布什（Vannevar Bush）的微分模拟器进一步巩固了他的想法。这是一个标志着二进制电子电路设计和逻辑门应用开始的重要时刻。 |
| 1939年          | 不適用 | 由美国艾奥瓦州立大学的约翰·文森特·阿塔纳索夫（John Vincent Atanasoff）教授和他的研究生克利福特·爱德华·贝瑞（Clifford Edward Berry）在1937年至1941年间开发了世界上第一台电子计算机“阿塔纳索夫-贝瑞计算机”（Atanasoff-Berry Computer，简称ABC计算机）。 |
| 1945年          | 万尼瓦尔·布什（Vannevar Bush）在《大西洋月刊》（Atlantic Monthly）7月号发表了一篇名为《我们可以这样设想》的文章，在文章中他描述了一种被称为“Memex”的机器，其中已经具备今天的超文本和超链接概念，布什因此而被称为“互联网先知”。 | 不適用 |
| 1946年          | 不適用 | 2月14日，由美军定制的世界上第一台电子计算机“电子数值积分计算机”（ENIAC，Electronic Numerical And Calculator）在美国宾夕法尼亚大学问世了。 |
| 1948年          | 冷战时期，美英两国达成协议，这个秘密协议就是西方国家将一起研发SIGINT（SIGnal INTerception，信号情报）。 | 不適用 |
| 1950年          | 艾伦·麦席森·图灵（Alan Mathison Turing）发表了一篇划时代的论文《机器会思考吗？》，文中预言了创造出具有真正智能的机器的可能性。由于注意到“智能”这一概念难以确切定义，他提出了著名的人工智能哲学方面第一个严肃的提案图灵测试。 师从阿尔弗雷德·诺思·怀特黑德（Alfred North Whitehead）的研究生们在进行网络模型设计时发现了一种掺杂有许多“无用”回流的特殊电流现象，这种现象会导致“失效链接”（Missing Link）出现。因此他们将这种现象称作“Monster”（电波怪物） | 第一台并行计算机“离散变量自动电子计算机”（EDVAC，Electronic Discrete Variable Automatic Computer）诞生，它实现了计算机之父约翰·冯·诺伊曼（John von Neumann）的两个设想：采用二进制和存储程序。 |
| 1951年          | 不適用 | 克里斯托弗·斯特雷奇（Christopher S. Strachey）使用曼彻斯特大学的“Ferranti Mark 1”机器写出了一个西洋跳棋程序；迪特里希·普林茨（Dietrich Prinz）则写出了一个国际象棋程序。游戏AI一直被认为是评价AI进展的一种标准。 |
| 1952年          | 11月4日成立美国国家安全局（NSA，National Security Agency）,隶属于美国国防部。 | 不適用 |
| 1954年          | 不適用 | IBM公司制造的第一台晶体管计算机“催迪克”（TRADIC）诞生，它增加了浮点运算，使计算机的计算能力有了很大提高。 |
| 1956年          | 达特矛斯会议上，众多科学家探讨提出了人工智能（AI，Artificial Intelligence）的概念,并被确立为一门学科。 | 马文·闵斯基（Marvin Minsky）、约翰·麦卡锡（John McCarthy）和另两位资深科学家克劳德·艾尔伍德·香农（Claude Elwood Shannon）以及纳撒尼尔·罗切斯特（Nathaniel Rochester），后者来自IBM组织了达特矛斯会议标志着“AI的诞生”。 |
| 1958年          | 不適用 | “IBM 1401”诞生，这是第二代计算机中的代表，用户当时可以租用。 |
| 20世纪 60年代   | SIGINT这一安全机制进一步发展成为由美国主导的梯队系统（The Echelon）信息监视收集系统。 | 麻省理工学院AI实验室的马文·闵斯基（Marvin Lee Minsky）和西摩尔·派普特（Seymour Aubrey Papert）建议AI研究者们专注于被称为“微世界”的简单场景。 |
| 1960年          | 美国国防部国防高等研究计划署（ARPA）出于冷战考虑建立的ARPA网引发了技术进步并使其成为互联网发展的中心。 | 美国贝尔实验室里，程序员道格拉斯·戈登·琼斯（Douglas Gordon Jones）和亚历山大·基威丁·杜特尼（Alexander Keewatin Dewdney）编写了一个名为“磁芯大战”（Core War）的游戏，游戏中通过复制自身来摆脱对方的控制，这就是所谓“病毒”的第一个雏形。 |
| 1968年          | 亚瑟·查理斯·克拉克（Arthur Charles Clarke）和斯坦利·库布里克（Stanley Kubrick）创作的《2001太空漫游》中设想2001年将会出现达到或超过人类智能的机器。他们创造的这一名为哈儿（HAL 9000）的角色是以科学事实为依据的，当时许多顶极AI研究者相信到2001年这样的机器会出现。 | 不適用 |
| 20世纪 70年代   | 不適用 | 网络世界的第一个计算机病毒（蠕虫）试图攻击ARPANET（Advance Research Projects Agency Network，美国高等研究计划署网络），被Reaper（死神）程序删除。 |
| 1970年          | 英国数学家约翰·何顿·康威（John Horton Conway）发明的以冯·诺依曼（John von Neumann）的元胞自动机（Cellular Automata）为基础——康威生命游戏（Conway's Game of Life）。 | “IBM System/370（S/370）”诞生，这是IBM的更新换代的重要产品，采用了大规模集成电路代替磁芯存储，小规模集成电路作为逻辑元件，并使用虚拟存储器技术，将硬件和软件分离开来，从而明确了软件的价值。 |
| 1973年          | ARPA网扩展成互联网，第一批接入的有英国和挪威计算机。 | 不適用 |
| 1975年          | 不適用 | 4月，世界上第一台微型计算机“牛郎星”（Altair 8800）诞生，MITS公司制造，带有1KB存储器；9月，“IBM 5100”被IBM公司推出。 |
| 1977年          | 美国作家托马斯·捷·瑞安（Thomas J. Ryan）在其出版的《P-1的春天》（The Adolescence of P-1）一书中构思了一种能够自我复制的计算机程序，并第一次称之为“计算机病毒”。 | 计算机史上第一个带有彩色图形的个人计算机“Apple Ⅱ”诞生，NMOS6500 1MHz CPU，4KB RAM 16KB ROM配置。 |
| 20世纪 70年代末 | 不適用 | 通过吸收数码兽资料进化的Reaper——D-Reaper谜之诞生，在任何地方都将独一存在，它们是一种原始而具备知性与感性的程序。 |
| 20世纪 80年代   | 对电脑中人工生命的研究在不同的国家开展，原始模拟生命——數碼侏儒（DigiGnome），在兰姆达算法骑士团的一个以此为目的的通讯实验中诞生了。 | 名为“梯队系统”（The Echelon）的SIGINT系统开始工作，受领导于美国国家安全局，它被建立在在不同的国家，跨越了地区的界限。有推测说其中的自我清除程序可能是D-Reaper的原型。 |
| 1981年          | 日本经济产业省拨款八亿五千万美元支持第五代计算机项目。其目标是造出能够与人对话，翻译语言，解释图像，并且像人一样推理的人工智能。 | 艾伦·凯（Alan Curtis Kay）的施乐帕罗奥多团队（Xerox Palo Alto Team）研发了ALTO启动了“地球（Tierra）”计划的团队，以及首次提出便携式交互个人计算机概念“Dynabook”；同时他本人也是Smalltalk面向对象编程环境语言的发明人之一，面向对象编程思想的创始人之一，是笔记本电脑最早的构想者和现代Windows GUI的建筑师。曾获得图灵奖。 |
| 1983年          | 在国际计算机安全学术研讨会上，美国计算机专家首次将病毒程序在“vax/750计算机”上进行了实验，世界上第一个计算机病毒就这样出生在实验室中。 | 由美国多家学院的计算机系学生结成的著名黑客组织的兰姆达算法骑士团（Knights of the Lambda Calculus）利用“Monster”现象制造了一种特殊的计算机病毒向“梯队系统”发动攻击，虽然“Monster”因为自身特殊性混杂在正常数据中不被“梯队系统”发现，但其后“Monster”却脱离了黑客们的监控。“Monster”开始数据在“梯队系统”中间化的数据产生更多变化，他们对自身同化的数据进行分析改造并开始建立数据连接。这时兰姆达算法骑士团中的一些人提出了“Digital Monster”理论，他们认为“Digital Monster”——也就是后来的“Digimon”很可能是一种更高级的生命形式。 |
| 1984年          | 在帕罗奥多（Palo Alto）的研究所，助理教授/野生小组成员：罗伯·麦考伊（Rob McCoy）、代号：道尔芬（Dolphin）开始研究假想生命数码兽，他的学生如李镇宇（Lee Janyuu/Li Jiang-yu）、代号：道（Tao）等人参与了研究，他们自称为“野生小组”（The Wild Bunch）。 | 道尔芬的儿子、爱丽丝·麦考伊（Alice McCoy）的父亲 基思·麦考伊（Keith McCoy）开始设计“原型数码兽”（Prototype Digimon）。 同时，以互联网为基础、以约翰·罗纳德·鲁埃尔·托尔金（John Ronald Reuel Tolkien）小说中的异世界为蓝本的独立系统。 |
| 1985年          | 道尔芬实验室里安装了一台用来观测数码兽的世界的终端。 | 第一次“数码兽事件”的亲历者——代号：黛西（Daisy）（D-Ark最初的设计者），小组解散后在苹果公司开发图形用户界面。 |
| 1986年          | “数码兽计划”（Digimon Project）吸引了世界各地的年轻人的注意。但是资助这项研究的日本公司撤资，道尔芬尝试自己投资支撑研究的运转，但维持不了多久，研究队伍随之解散，“数码兽计划”（Digimon Project）冻结。 | 数码兽的资料开始充满整个网络（不过仍然是一个小世界），这只是偶然事件。 早期的数码世界存储能力十分有限，期间D-Reaper在数码世界资料量（数码兽等）接近“存储上限”时，会进行格式化的全部删除程序，恢复初始状态（数码世界发展的原点），保证数码世界不至于崩溃。 |
| 1987年          | 第一个人工智能（A-Life，Artificial Lifeform）社会诞生，开始活动。克里斯托弗·兰顿（Christopher Langton）在新墨西哥州的圣菲（Santa Fe）举行了第一次A-Life会议，但是在那以前，许多科学家和研究员已经开始用电脑模拟出原始的假想生命。 | 兰姆达算法骑士团将“Monster”现象确立为“数码核”（DigiCore）。施乐帕罗奥多团队根据“Monster”的“数码核”提出了“进化”、“数码现实态/数码隐德来希”（Digi-Entelechia）以及“卡内尔”（Kernel）的卓越构想，通过“Digimon-Digital World”的“双核”设计，可以被称为“生命”的数码兽和数码世界的原型诞生了。 |
| 20世纪 90年代   | 不適用 | 在网络内部的数码兽开始有独立的行动，穿过扩张的网络，人类和自然历史堆积的资料容量日益膨胀，数码兽开始了自己的进化。 |
| 1990年          | “地球”（Tierra），一个主要调查“进化”的人工智能计划开始启动。在Tierra系统内部安装有自清程序，当资料增加超过限度时它就会将其全部删除。然而Tierra系统虽然引发了一系列激烈讨论，但是科学界对于不可控性过大的Tierra系统并未显出过多兴趣。 | 美国特拉华大学教授托马斯·雷（Thomas S. Ray）创建了Tierra系统。 |
| 1993年          | 野生小组成员：水野伍郎（Mizuno Gorou）、代号：涩果子（Shibumi）继续着他自己的完善数码兽的研究，扩展“数码兽计划”（Digimon Project）。但是一场车祸使他陷入半清醒昏睡状态。 | 野生小组成员：水野伍郎（Mizuno Gorou）、代号：涩果子（Shibumi）意识（灵魂）进入数码世界，半清醒昏睡于数码兽图书馆，关注着自己所在的“野生小组”创造的数码生命体“数码兽”以及“数码世界”的一举一动。 |
| 1994年          | 因为一些数码兽的逃逸与入侵事件而使得科学界发现了数码兽，许多科学家投入了对数码兽的研究中，并尝试干预数码兽的进化。 | 网络世界的黑暗时代。四个统治者（四圣兽）战胜了其他势力，成为数码世界的神，保护着数码兽和它们的宇宙——数码世界。在同一时间，数码兽开始利用它们各自的技能，建设一系列适合不同数码兽居住的——“小世界”（Miniverses）。 |
| 1996年          | “Internet”（互联网）一词被广泛的流传，不过是指几乎整个的万维网。 | 不適用 |
| 1997年          | 一家日本著名的玩具制造商（万代）推出了以数码兽为原型的便携式游戏，其主打“捕获近年来突如其来的数码生命体并在钥匙链大小的机器中培养”，一时间这个产品迅速流行起来，一些众所周知的数码兽形象也在这个时候被建立，孩子们开始熟悉并亲近数码兽。 | 美国FBI正式建成了“食肉动物”（Carnivore），后更名为“DCS1000”，一个E-mail拦截和监视系统。相信在驻日美军基地也安装了这样的梯队系统。 |
| 1998年          | 数码兽被作成了适于收藏的卡片游戏。当孩子们结交新朋友时，这种卡片被当作他们交流的载体。 | Internet上的用户将突破1亿。 |
| 1999年          | 《数码宝贝大冒险》在日本播映。 | 应用网络变得普遍起来，网络上资料总量开始以几何级数迅速增长。可供数码兽活跃的领域也扩大了。 |
| 2000年          | 《数码宝贝大冒险02》在日本播映。 日本在信息监管领域落后于其他国家，政府试图启动自己的SIGINT计划，基础概念和指导由一个有野心的年轻科学家——山木满雄负责，隶属文部科学省设立的极密机关、且受总务省监查委员的监查——情报管理局（Hypnos Team）。 网络上自由活动的数码兽引起了越来越多的事件，山木满雄室长领导操作员（Operator）凤丽花和小野寺惠、代号“MIB”的部下以及一些研究员等人将其命名为“野生一号”（Wild Ones），并决意将其消灭。 在D-1大奖赛（D-1 Grand Prix）中，牧野留姬赢得了一场又一场卡片对战，在最后一战中，她输给了来自九州岛的馴獸師秋山辽，但在秋山辽失踪后获得冠军，被封为“数码兽皇后”（Digimon Queen）。 妖狐兽、小妖兽和大耳兽在新宿通过数码兽区域（Digimon Zone）将数据转化电磁波重构拟态疑似蛋白质实现了实体化（Realize）/物质化（Materialize）。李健良通过美国的PC游戏结识了大耳兽。松田启人设计创造了基尔兽。 | 网络爆发千年虫事件，秋山辽穿梭已知的5个时空和千年兽进行宿命的对决。穿越多个平行世界后，最终与电子龙兽来到了数码兽驯兽师的数码世界，开始了他们的旅行。 全世界拥有100多万个网络，1亿台主机和超过10亿的用户。 |
| 2001年          | 大量“数码兽事件”引起民众、政府机构和自卫队甚至全世界的关注，松田启人一行人的冒险开始战斗并前往数码世界。 基于许普诺斯（Hypnos）系统犹格斯程序（Yuggoth）的夏盖程序（歼灭计划，Shaggai）在内阁要员的支持默许下通过政府许可启动，但最终也导致情报管理局总部东京都厅的破坏。 松田启人和李健良和搭档数码兽来到数码兽图书馆与水野伍郎首次碰面。 | 日本的SIGINT计划开始启动，使用的主系统就叫“许普诺斯”（Hypnos），手段主要是无线电拦截。许普诺斯的中心系统连接着活跃的网络端口，这使得它处于世界先进水平。但监察委员会则担心该系统会使个人隐私资料遭监视,同时内阁要员担心该系统的曝光会使政府遭到弹劾下台。 如许普诺斯般的网络监视系统风暴般毁坏了数码世界的大陆，四统治者之一的，青龙兽判断在数码世界最深处冬眠的D-Reaper可能会被激活。借助數碼侏儒（DigiGnome）的力量，青龙兽将进化触媒（Catalyst）改变形状——变成一只叫古乐兽（程序名为Digi-Entelechia）的数码兽，成功的将它藏了起来。从这时起，数码兽的自主进化（Digivolution）收到限制。 奥米加兽从数码兽大冒险世界追击启示录兽残余数据中诞生的梅菲斯兽到数码兽驯兽师世界次元壁的数码空间，在启人3人协助下将其消灭。 |
| 2002年          | 密斯卡托尼克大学（Miskatonic University）教授内原户哲夫接受采访时提出了对D-Reaper和数码兽关系不同的见解。同时总务省召开新闻发布会，监察委员对许普诺斯系统相关的记者追问进行辩解。 美国、英国、加拿大、澳大利亚、新西兰等国均受到D-Reaper侵袭，联合国部队在日本等国通过B2-A隐形轰炸机（Stealth B2-A）携带洛斯阿拉莫斯国家实验室教授强尼·贝肯斯坦因（Johnny Beckenstein）发明的干扰性电磁波障碍物发动对D-Reaper的空袭。 蚁地狱作战概念（Operation Doodlebug Concept）启动，山木室长和“野生小组”在大耳兽耳朵载入改良过的夏盖程序（歼灭计划）卡内尔（Kernel），通过其逆向旋转形成超高速旋涡（Transphotic Eddy）的逆向漩涡造成超小型宇宙大爆炸（Big Bang），将人工智能引入黑洞，并使D-Reaper退化为原始程式以及强制遣返散落在现实世界的数码兽。                                                                                    | 将D-Ark（方舟）人工合成战斗支援用武器——葛拉尼（ZERO-ARMS：Grani）。 数码世界被D-Reaper大面积删除，但随着D-Reaper极速退化并被四圣兽强制带回数码世界令其再次冬眠，数码世界逐渐復元。 |
| 2003年          | 李健良组织同伴在山木满雄的帮助下通过夏盖程序（歼灭计划）链接到数码兽的ID进行语音数据包传送并送达成功。 进入初中后，松田启人、李健良、牧野留姬分到不同学校，某日松田启人被名为Re-Animator的实体化系统传送到了2018年和2021年。 | 情报管理局和“野生小组”设定了防火墙来隔断现实世界和数码世界的联系… |
| 2006年          | 不適用 | 人工智能（AI）开始进入第三次浪潮。 |
| 2009年          | 李健良考入斯坦福大学（Stanford University）。 | 不適用 |
| 2013年          | 李健良从斯坦福大学毕业。 | 毕业后留在美国国家安全局继续研究数码世界。 |
| 2014年          | 日本众议院全体会议表决通过了《网络安全基本法》，旨在加强日本政府与民间在网络安全领域的协调和运作，更好应对网络攻击。 | 不適用 |
| 2015年          | 《数码宝贝大冒险tri. 第1章 再会》在日本播映。 | 开始正式实施《网络安全基本法》。 |
| 2016年          | 《数码宝贝大冒险tri. 第2章 決意/第3章 告白》在日本播映。 | 不適用 |
| 2017年          | 《数码宝贝大冒险tri. 第4章 喪失/第5章 共生》在日本播映。 松田启人与加藤树莉订婚，但突然从现实世界失去音讯，疑似去往数码世界。 | 妖狐兽突然从数码世界失去音讯。 |
| 2018年          | 《数码宝贝大冒险tri. 第6章 我们的未来》在日本播映。 2003年初中的松田启人被名为Re-Animator的实体化系统传送到了山木满雄新就职的内阁官房直属部门纽克斯（Nyx）。 | 诞生于数码世界深处的自律型恶源体（Malicebot）开始实体化，纽克斯通过Re-Animator使基尔兽和大耳兽实体化，并与松田启人和李健良并肩作战，并将自律型恶源体击败。 在现实世界失去音讯的松田启人偶尔会通过电子邮件向加藤树莉报平安。 |
| 2020年          | 《數碼寶貝 LAST EVOLUTION 絆》在日本播映。 | 不適用 |
| 2021年          | 日本成立數位廳，并通过了相关法案。 2003年初中的松田启人被名为Re-Animator的实体化系统传送到了纽克斯，李健良就职于纽克斯并升任室长。 | 诞生于矫枉过正的政治正确（Political Correctness）实体化，并发动取消文化（Cancel Culture），李健良和加藤树莉通过让大耳兽和小妖兽进化与实体化的政治正确作战，同时联系上了基尔兽和妖狐兽。 |
| 2023年          | 《數碼寶貝02 THE BEGINNING》在日本播映。 | 不適用 |
| 2045年          | 正如天体物理学上存在着一个让所有物理定律都失效的“奇点”(Singularity)一样，信息技术也正朝着“强人工智能”的“技术奇点”迈进。美國作家、發明家、未來學家和时任Google工程总监雷蒙德·库茨魏尔（Raymond Kurzweil）在其所著《奇点迫近》（The Singularity Is Near）指出，信息技术的奇点将在2045年到来，届时人工智能将超越人脑，人类的意义彻底改变，人类和智能机械将融合到无法区分。 | 正如天体物理学上存在着一个让所有物理定律都失效的“奇点”(Singularity)一样，信息技术也正朝着“强人工智能”的“技术奇点”迈进。美國作家、發明家、未來學家和时任Google工程总监雷蒙德·库茨魏尔（Raymond Kurzweil）在其所著《奇点迫近》（The Singularity Is Near）指出，信息技术的奇点将在2045年到来，届时人工智能将超越人脑，人类的意义彻底改变，人类和智能机械将融合到无法区分。 |

## 特別用語
- D-Ark（D-方舟機，台灣台视和香港TVB皆譯為弧光機，因在D-3之後出現而被稱為D-4）：因為和方舟很像所以被取為此名。
- Blue Card（藍卡）：偶爾會出現的進化卡片，超越数码兽和网络世界的框架而构想的一种算法，数码精灵将其化为卡片形态。
- Red Card（紅卡）：被製造來帮助数码兽进入数码死神而不受影响的卡片，原理是将数码兽的波长改变使之接近数码死神。
- Ark（方舟）：數碼世界裡的交通工具，主角等人返回現實世界時也是搭乘此物，後被修改為Grani。（香港TVB譯為古拉尼，台湾台视译为葛拉尼）
- ZERO-ARMS: Grani（人工怪獸「零」：格拉尼）：由方舟修改而來人工合成的戰鬥支援用武器，能夠和公爵兽合體，成為公爵兽深红形态；ARMS是Artificial Monsters（人工製成怪獸）的簡稱；Zero指首架同類武器（零号武器）；Grani譯為「格拉尼」，最早是源自於北歐史詩「費爾森家族的薩加」，是史詩中後期男主角西古德（Sigurd）所獲得的「天馬後代」。[注 32]
- 數碼侏儒：英文通称DigiGnome，英文全称Digital Gnome。在数码世界生息的，区别于数码兽的另一种人工智能完成独立进化的生命体，由野生小组的涩果子（Shibumi）命名。不会说话，不过随着和人和数码兽进行交流，想要通过实现愿望来表达自己的想法。除了回应青龙兽的愿望将「数码生命原理」化为古乐兽的样子，还从启人的记事本中创造了名为基尔兽的全新数码兽，让带有涩果子构想的蓝卡和数码方舟器出现在了现实世界。
- 数码死神（D-Reaper）：从数码兽诞生以前就存在的原始程序，沉睡在数码世界四圣兽领域的更深的部分，但因为数码兽们的进化而活性化并开始侵蚀数码世界。
- 代理数码死神（Agent D-Reaper）：简称ADR。依据攻击或迎击等不同目的，D-Reaper产生了各种各样的形态。然则其单个分身并不具备独立意志，所有活动全部依据单一意志。在D-Reaper占领区（D-Reaper Zone）之外，他们通过线与母体相连。

## 作品中出现的实物和地名

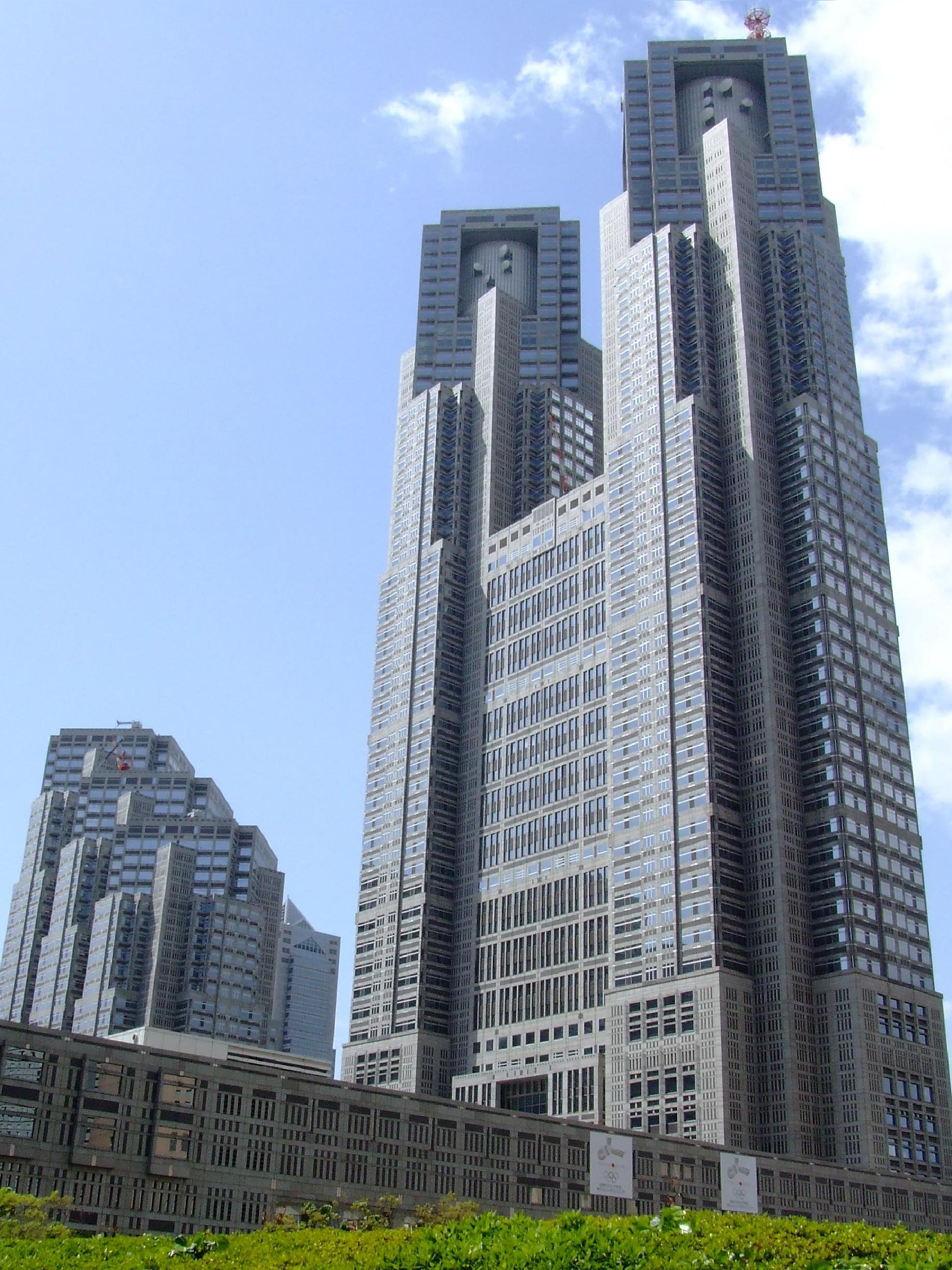
东京都厅

- 本作以东京都新宿区西新宿周边为舞台，再现了西新宿榉树桥大道商店街、新宿中央公园、新宿站前周边、大江户线等
- 新宿区立西新宿小学：主人公启人就读的小学的原型（校舍是淀桥第六小学）
- 新宿中央公园：第7话中出现的公园地下通道（第二、十二社干线）实际上是存在的。只不过放映的时候当时还在施工中，现在已经完工
- 花园神社
- 熊野神社
- 東京都厅舍
- 秋叶原电器街
- 新宿站
- 歌舞伎町
- 都营大江户线
- 区立角筈图书馆
- 首都高速4号新宿线
- 新宿西口站
- 牛込神乐坂站
- 都厅前站
- 若松河田站
- 三鹰站
- 八王子站
- 松本站
- 本乡三丁目站
- 文化学园大学
- 东京歌剧城
- 国立霞丘陆上竞技场：由于新国立竞技场的建设目前已经被拆除
- 日本自卫队
- B-2幽灵战略轰炸机

## 製作人員
- 企劃：川上大輔（富士电视台）、木村京太郎（读卖广告社）、关弘美（東映動畫）
- 原案：本乡昭由
- 連載：「V Jump」（集英社）
- 系列監督：貝澤幸男
- 系列監督補：中村哲治
- 系列構成：小中千昭
- 音樂：有澤孝紀
- 製作担当：岡田將介
- 角色設計：中鶴勝祥
- 總作畫監督：信实节子
- 美術設定：渡边佳人
- CG設定：荒牧伸志
- 動畫製作：東映動畫
- 制作協力：東映
- 制作：富士電視台、讀賣廣告社、東映動畫

## 主题曲

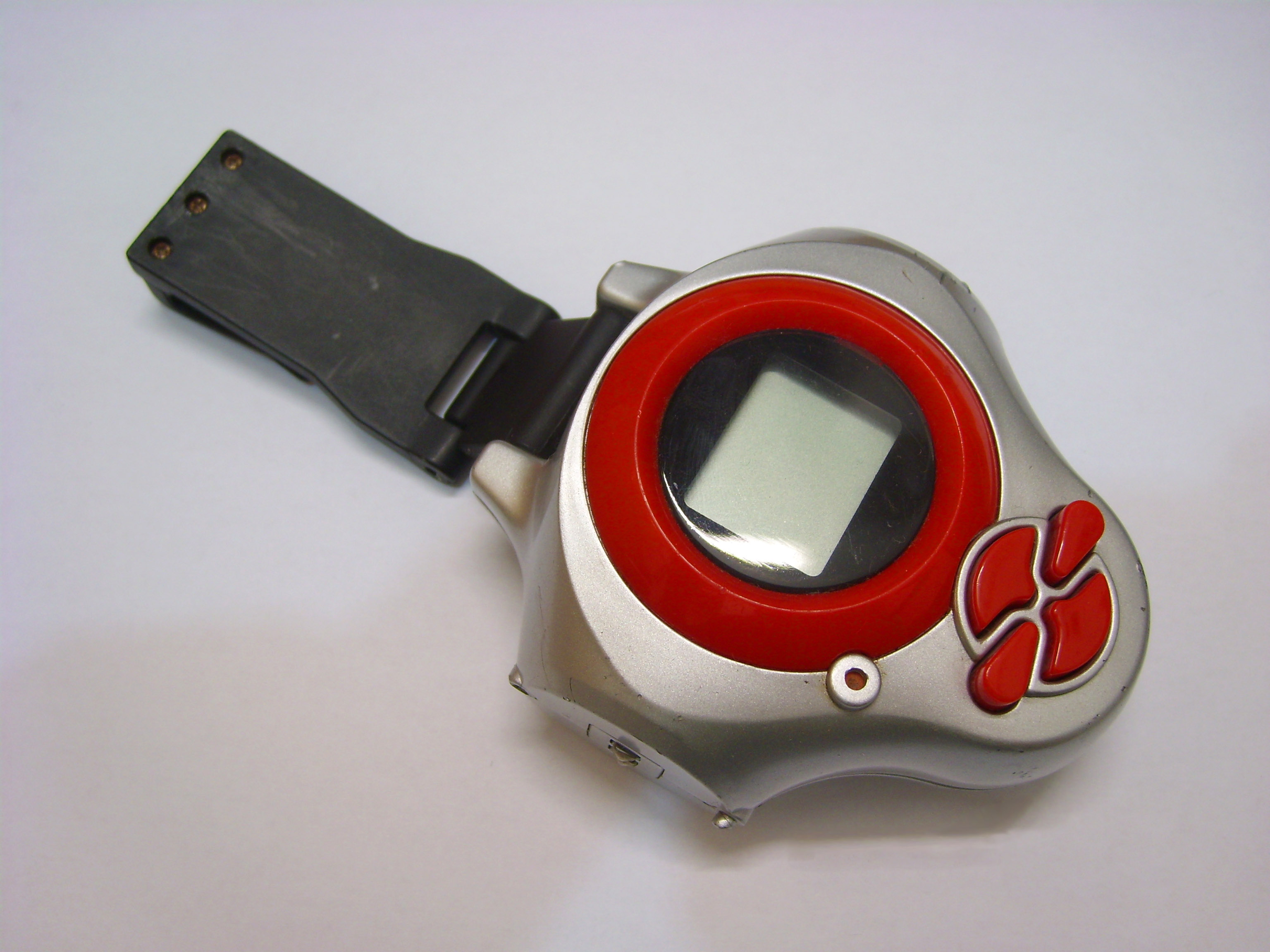
D-Ark

### 片头曲
「The Biggest Dreamer」
作詞： / 作曲‧編曲：太田美知彦
主唱：和田光司
香港TVB粤语版「數碼暴龍3」（又名：馴獸師之王，原曲：「The Biggest Dreamer」）
作詞：甄健強 / 作曲：太田美知彦 / 編曲：陳嘉輝（Gary Chan）
主唱：林峯

### 片尾曲
「My Tomorrow」（第1-23话）
作詞：松木悠 / 作曲‧編曲：大久保薰
主唱：AiM
（第24-51话）
作詞： / 作曲：大久保薰‧ / 編曲：大久保薰
主唱：AiM

### 插曲
「SLASH!!」
作詞： / 作曲‧編曲：太田美知彦
主唱：太田美知彦
「EVO」
作詞：大森洋子 / 作曲‧編曲：渡部達也
主唱：Wild Child Bound
「One Vision」
作詞： / 作曲‧編曲：太田美知彦
主唱：谷本貴義
「3 primary colors」
作詞： / 作曲‧編曲：太田美知彦
主唱：津村真琴、山口真弓、折笠富美子

作詞：和田光司 / 作曲：大久保薰 / 編曲：渡部達也
主唱：和田光司

## 各话列表
| 話數 | 日文標題 | 中文標題                               | 脚本     | 演出       | 作畫監督   | 美術       | 电视首播时间  |
| ---- | -------- | -------------------------------------- | -------- | ---------- | ---------- | ---------- | ------------- |
| 1    |          | 基爾獸誕生！我心目中的數碼寶貝         | 小中千昭 | 貝澤幸男   | 清山滋崇   | 渡边佳人   | 2001年 4月1日 |
| 2    |          | 你是我的好朋友大耳獸出場！             | 小中千昭 | 佐佐木憲世 | 八島善孝   | 清水哲弘   | 4月8日        |
| 3    |          | 妖狐獸對基爾獸！戰鬥才是數碼寶貝的宿命 | 小中千昭 | 吉泽孝男   | 海老泽幸男 | 飯島由樹子 | 4月15日       |
| 4    |          | 馴獸師的試煉！打倒金剛獸！             | 廣真希   | 川田武範   | 直井正博   | 渡边佳人   | 4月22日       |
| 5    |          | 咕嚕咕嚕！與古樂獸遊玩！               | 廣真希   | 芝田浩樹   | 伊藤智子   | 渡边佳人   | 4月29日       |
| 6    |          | 夥伴的真意妖狐獸進化！                 | 吉村元希 | 梅澤淳稔   | 出口敏雄   | 清水哲弘   | 5月6日        |
| 7    |          | 基爾獸陷入危機！地底的冒險             | 小中千昭 | 角銅博之   | 浅沼昭弘   | 飯島由樹子 | 5月13日       |
| 8    |          | 基爾獸進化！西新宿大決戰               | 前川淳   | 中村哲治   | 八島善孝   | 清水哲弘   | 5月20日       |
| 9    |          | 變回基爾獸！古拉獸騒動                 | 浦泽義雄 | 佐佐木憲世 | 清山滋崇   | 渡边佳人   | 5月27日       |
| 10   |          | 妖狐獸是朋友！留姬的疑惑               | 廣真希   | 吉泽孝男   | 直井正博   | 清水哲弘   | 6月3日        |
| 11   |          | 守護西新宿1分30秒的對決！              | 前川淳   | 川田武範   | 伊藤智子   | 松本健治   | 6月10日       |
| 12   |          | 留姬與妖狐獸決裂的危機！               | 吉村元希 | 芝田浩樹   | 浅沼昭弘   | 渡边佳人   | 6月17日       |
| 13   |          | 數碼寶貝捕獲指令！災難的先兆           | 小中千昭 | 今村隆寬   | 信实節子   | 清水哲弘   | 6月24日       |
| 14   |          | 馴獸師站出來！大古拉獸超進化           | 小中千昭 | 貝澤幸男   | 八島善孝   | 杉浦正一郎 | 7月1日        |
| 15   |          | 巨大蛇出現！大江戶線大混亂             | 前川淳   | 角銅博之   | 出口敏雄   | 松本健治   | 7月8日        |
| 16   |          | 守護城市之光！數碼寶貝們的危險之旅     | 浦泽義雄 | 梅澤淳稔   | 清山滋崇   | 渡边佳人   | 7月15日       |
| 17   |          | 尋找藍卡！拉比獸電光火石               | 廣真希   | 吉泽孝男   | 浅沼昭弘   | 清水哲弘   | 7月29日       |
| 18   |          | 美麗的進化！飛舞在月光中的祭師獸       | 吉村元希 | 川田武範   | 直井正博   | 渡边佳人   | 8月5日        |
| 19   |          | 我要變得更加強大！力爭上游的小妖獸     | 前川淳   | 芝田浩樹   | 伊藤智子   | 渡边佳人   | 8月12日       |
| 20   |          | 最後的王牌！友情的藍卡                 | 廣真希   | 今村隆寬   | 八島善孝   | 清水哲弘   | 8月19日       |
| 21   |          | 樹莉的搭檔！？我的獅子獸大人           | 浦泽義雄 | 角銅博之   | 信实節子   | 德重賢     | 8月26日       |
| 22   |          | 野豬獸出場守護我們的家園！             | 吉村元希 | 梅澤淳稔   | 出口敏雄   | 渡边佳人   | 9月2日        |
| 23   |          | 數碼寶貝總出擊！迎風前進               | 小中千昭 | 吉泽孝男   | 浅沼昭弘   | 須和田真   | 9月9日        |
| 24   |          | 前往數碼世界……旅程起行之日             | 小中千昭 | 中村哲治   | 清山滋崇   | 清水哲弘   | 9月16日       |
| 25   |          | 進入數碼世界！再見我們的家園           | 廣真希   | 貝澤幸男   | 直井正博   | 渡边佳人   | 9月23日       |
| 26   |          | 小世界！強風谷中的公公獸・婆婆獸       | 浦泽義雄 | 川田武範   | 伊藤智子   | 德重賢     | 9月30日       |
| 27   |          | 小妖獸進化！可怕的魔王墮天地獄獸       | 前川淳   | 芝田浩樹   | 八島善孝   | 行信三     | 10月7日       |
| 28   |          | 敵人還是朋友！？傳說中的馴獸師秋山遼   | 吉村元希 | 今村隆寬   | 信实節子   | 清水哲弘   | 10月14日      |
| 29   |          | 這裡是幽靈的城市！迷路的古樂獸大逃亡   | 吉村元希 | 角銅博之   | 出口敏雄   | 渡边佳人   | 10月21日      |
| 30   |          | 來自數碼世界的緊急求救古樂獸他……       | 前川淳   | 梅澤淳稔   | 山室直儀   | 德重賢     | 10月28日      |
| 31   |          | 與守衛獸的友情！博和成為馴獸師         | 浦泽義雄 | 吉泽孝男   | 浅沼昭弘   | 須和田真   | 11月4日       |
| 32   |          | 基爾獸誕生之謎！神秘的水底宇宙         | 廣真希   | 川田武範   | 清山滋崇   | 清水哲弘   | 11月11日      |
| 33   |          | 大耳獸在哪裡！小春來到數碼世界         | 吉田玲子 | 今泽哲男   | 伊藤智子   | 渡边佳人   | 11月18日      |
| 34   |          | 溫柔的勇者獅子獸之死！                 | 小中千昭 | 芝田浩樹   | 八島善孝   | 德重賢     | 11月25日      |
| 35   |          | 我的名字叫紅蓮騎士獸！真正的究極進化   | 小中千昭 | 角銅博之   | 信实節子   | 清水哲弘   | 12月2日       |
| 36   |          | 決戰！紅蓮騎士獸對決墮天地獄獸         | 前川淳   | 今村隆寬   | 浅沼昭弘   | 渡边佳人   | 12月9日       |
| 37   |          | 對決朱雀獸！撒多格杜獸究極進化         | 前川淳   | 梅澤淳稔   | 出口敏雄   | 清水哲弘   | 12月16日      |
| 38   |          | 真正的敵人出動！四聖獸之戰             | 廣真希   | 吉泽孝男   | 山室直儀   | 德重賢     | 12月23日      |
| 39   |          | 飛舞的究極之花！沙古牙獸進化           | 吉村元希 | 今泽哲男   | 清山滋崇   | 渡边佳人   | 12月30日      |
| 40   |          | 進化的光輝閃耀・進化                   | 前川淳   | 川田武範   | 伊藤智子   | 清水哲弘   | 2002年 1月6日 |
| 41   |          | 回歸返回現實世界！                     | 小中千昭 | 貝澤幸男   | 八島善孝   | 渡边佳人   | 1月13日       |
| 42   |          | 帝厉魔襲擊街道 馴獸師的決心            | 廣真希   | 角銅博之   | 信实節子   | 德重賢     | 1月20日       |
| 43   |          | 心心相連復活的墮天地獄獸               | 前川淳   | 梅澤淳稔   | 浅沼昭弘   | 清水哲弘   | 1月27日       |
| 44   |          | 神秘的少女！帶來奇蹟的杜賓犬獸         | 小中千昭 | 今村隆寬   | 山室直儀   | 渡边佳人   | 2月3日        |
| 45   |          | 迎戰定力爆突入佔領區！                 | 小中千昭 | 吉泽孝男   | 出口敏雄   | 清水哲弘   | 2月17日       |
| 46   |          | 豪爽的究極戰士裁決獸出場！             | 吉村元希 | 今泽哲男   | 清山滋崇   | 德重賢     | 2月24日       |
| 47   |          | 搶救紅蓮騎士獸！古拉尼緊急出發         | 廣真希   | 芝田浩樹   | 伊藤智子   | 渡边佳人   | 3月3日        |
| 48   |          | 守護樹莉的力量墮天地獄獸之拳！         | 前川淳   | 地岡公俊   | 八島善孝   | 渡边佳人   | 3月10日       |
| 49   |          | 首都失守！古樂獸的願望                 | 小中千昭 | 川田武範   | 信实節子   | 渡边佳人   | 3月17日       |
| 50   |          | 真紅蓮騎士勇救心愛的人！               | 小中千昭 | 角銅博之   | 浅沼昭弘   | 德重賢     | 3月24日       |
| 51   |          | 追求夢想的力量我們的未來               | 小中千昭 | 梅澤淳稔   | 出口敏雄   | 清水哲弘   | 3月31日       |

## 播放電視台
| 富士電視台 星期日 09:00-09:30（UTC+9）節目 2001年7月22日、2002年2月10日 臨時節目調動停播 | 富士電視台 星期日 09:00-09:30（UTC+9）節目 2001年7月22日、2002年2月10日 臨時節目調動停播 | 富士電視台 星期日 09:00-09:30（UTC+9）節目 2001年7月22日、2002年2月10日 臨時節目調動停播 |
| ---------------------------------------------------------------------------------------- | ---------------------------------------------------------------------------------------- | ---------------------------------------------------------------------------------------- |
|                                                                                          | 數碼寶貝03馴獸師之王 （2001年4月1日-2002年3月31日）                                      |                                                                                          |
| 數碼寶貝大冒險02                                                                         | 數碼寶貝04無限地帶                                                                       |                                                                                          |

| TVB翡翠台 星期二、四 17:55-18:25（UTC+8）節目                          | TVB翡翠台 星期二、四 17:55-18:25（UTC+8）節目                | TVB翡翠台 星期二、四 17:55-18:25（UTC+8）節目 |
| ---------------------------------------------------------------------- | ------------------------------------------------------------ | --------------------------------------------- |
|                                                                        | 數碼暴龍3馴獸師之王 第1-23话 （2002年7月2日-9月19日）        |                                               |
| 哈姆太郎                                                               | SMS話點就點                                                  |                                               |
| TVB翡翠台 星期二、四 17:10-17:40（UTC+8）節目                          |                                                              |                                               |
| 爆旋陀螺                                                               | 數碼暴龍3馴獸師之王 第24-51话 （2002年10月3日-2003年1月7日） | 激鬥戰車 第1輯                                |
| TVB兒童台 星期日 09:00、13:00、17:00、21:00、01:00、05:00（UTC+8）節目 |                                                              |                                               |
| 老夫子                                                                 | 數碼暴龍3馴獸師之王 （2009年3月15日-9月13日）                | 忍者亂太郎                                    |
| TVB翡翠台 星期五 10:30-11:40（UTC+8）節目                              |                                                              |                                               |
| 香港直播                                                               | 數碼暴龍大電影－冒險者之戰鬥 （2005年3月25日）               | 香港直播                                      |
| TVB翡翠台 星期一 10:50-11:30（UTC+8）節目                              |                                                              |                                               |
| 包青天 重播                                                            | 數碼暴龍大電影－暴走特急 （2005年9月19日）                   | 包青天 重播                                   |

| 台視 星期日 17:57-18:27（UTC+8）節目                                         | 台視 星期日 17:57-18:27（UTC+8）節目                 | 台視 星期日 17:57-18:27（UTC+8）節目                                  |
| ---------------------------------------------------------------------------- | ---------------------------------------------------- | --------------------------------------------------------------------- |
|                                                                              | 數碼寶貝03馴獸師之王 （2002年6月23日-2003年6月29日） |                                                                       |
| 數碼寶貝02                                                                   | 數碼寶貝04無限地帶                                   |                                                                       |
| 東森幼幼台 星期日 15:00-16:00（UTC+8）節目                                   |                                                      |                                                                       |
| 數碼寶貝－我們的戰爭遊戲 2009年7月26日 15:30-16:30（UTC+8）                  | 數碼寶貝03馴獸師之王 冒險者之戰鬥 （2009年8月2日）   | 數碼寶貝04無限地帶 古代數碼寶貝復活 2009年8月9日 15:00-16:00（UTC+8） |
| 東森幼幼台 星期六 9:00-10:00（UTC+8）節目                                    |                                                      |                                                                       |
| 數碼寶貝－滾球獸之誕生 2009年8月15日數碼寶貝02－超惡魔獸的反擊 2009年8月15日 | 數碼寶貝03馴獸師之王 暴走特急 （2009年8月22日）      | 數碼寶貝拯救隊 重播                                                   |
| 龍華動畫台 星期一至五 18:00-19:00（UTC+8）節目                               |                                                      |                                                                       |
| 數碼寶貝02                                                                   | 數碼寶貝03馴獸師之王 （2016年7月20日-8月24日）       | 數碼寶貝04無限地帶 18:30-19:00（UTC+8）                               |

## 劇場版
|   | 作品名                          | 剧场首映时间  | VHS发售时间    | DVD发售时间    | BD发售时间   | 監督     | 脚本     | 时长   | 票房     |
| - | ------------------------------- | ------------- | -------------- | -------------- | ------------ | -------- | -------- | ------ | -------- |
| 1 | 数码宝贝驯兽师之王 冒险者的战斗 | 2001年7月14日 | 2002年4月21日  | 2002年4月21日  | 2015年1月9日 | 今泽哲男 | 小林靖子 | 51分钟 | 10億日圓 |
| 2 | 数码宝贝驯兽师之王 暴走特急     | 2002年3月2日  | 2002年11月21日 | 2002年11月21日 | 2015年1月9日 | 中村哲治 | 廣真希   | 31分钟 | 20億日圓 |

注1：台灣衛視電影台播出時合稱「數碼寶貝大電影3」。

注2：爱奇艺译为「冒险者的战斗」，广东东和兴、香港鐳射企業、TVB翡翠台和台湾弘恩文化译为「冒險者之戰鬥」。

注3：爱奇艺译为「暴走数码宝贝特急」，广东东和兴、香港鐳射企業、TVB翡翠台和台湾弘恩文化译为「暴走特急」。

### 冒險者之戰鬥
《數碼寶貝馴獸師之王 冒險者之戰鬥》

#### 剧情
在网络世界中，奥米加兽与启示录兽死后邪恶的化身梅菲斯兽交手。奥米加兽指出梅菲斯兽意欲危害全世界，要置其于死地，却不慎被它逃到现实世界。现实世界里，松田启人暑假为了代替父母扫墓来到冲绳，与表兄浦添海救下了一个被数码兽追赶的少女上原美波。这些数码兽，似乎想要抢夺少女所带的笔记本电脑。备受欢迎的电子宠物V-Pet背后，到底隐藏着什么阴谋？为保护美波而诞生的石狮兽，究竟有何不同寻常之处？现实世界出现了一群邪恶的数码兽袭击人类的电脑系统，使全世界陷入一片恐慌之中，启人遇到了危险，李健良和牧野留姬也分别遭遇邪恶数码兽的攻击。原来这一切都是梅菲斯兽搞的鬼，它试图通过破坏电脑中的疫苗程式来毁灭现实世界，以建立它的新世界。后来石狮兽牺牲了自己，古乐兽发出进化光芒，古拉兽、九尾狐兽、加鲁哥兽进化为完全体，使用三位一体攻击打败了梅菲斯兽，数码病毒也随之消失了。

#### 登场角色
- 上原美波（CV：三石琴乃）[19]
  - 拉布拉兽→石狮兽（CV：津久井教生）
- 浦添海（CV：佐伯智）[19]
- 奥米加兽（CV：坂本千夏、山口眞弓）
- 玉城隆二／启示录兽→梅菲斯兽→深渊兽（CV：小杉十郎太）

#### 製作人員
- 原案：本乡昭由
- 連載：「V Jump」（集英社）
- 監督：今泽哲男
- 助監督：地岡公俊、中島豐
- 脚本：小林靖子
- 音樂：有澤孝紀
- 角色設計：中鶴勝祥
- 角色設計·作画監督：山室直儀
- 作画監督補佐：井手武生
- 美術監督：德重賢

#### 主题曲
片头曲：「The Biggest Dreamer」
作詞： / 作曲‧編曲：太田美知彦
主唱：和田光司
插曲：「 」
作詞： / 作曲‧編曲：山崎耀
主唱：Sammy
片尾曲：「Moving on!」
作詞：Ai / 作曲‧編曲：太田美知彦
主唱：AiM

### 暴走特急

2002春東映動畫節

《數碼寶貝馴獸師之王 暴走特急》

#### 剧情
牧野留姬的生日到了，她的朋友們正在準備她的生日派對。可是現實世界突然出現神秘的列車，众驯兽师们纷纷发现这一情况而赶去阻止。松田启人和基尔兽首先赶到，原来那辆列车竟然是机车兽。李健良和李小春发现上空出现数码区域（Digital Zone），而数码区域附近的铁路系统也受到了影响。此时山木室长出现在铁路管理中心来处理这一事件。然而正当留姬打算去阻止大机车兽时，又被寄生兽抓住。启人冲上前去，与基尔兽进化成公爵兽，救回留姬并打倒了寄生虫兽。然而寄生虫兽却在临死前向数码区域发射了一道光，使无数的寄生虫兽出现。千钧一发时刻，启人的决心使公爵兽开启深红形态，一击将所有的寄生虫兽全部消灭。而大机车兽也变回正常，从数码区域回到数码世界，随后数码区域也消失了。本劇場版着重描寫留姬的家庭，《夕阳的约定》（夕陽の約束）這首歌曲也讓留姬人氣暴漲。

#### 製作人員
- 原案：本乡昭由
- 連載：「V Jump」（集英社）
- 監督：中村哲治
- 助監督：門由利子、池田洋子
- 脚本：廣真希
- 音樂：田中公平、有澤孝紀
- 角色設計：中鶴勝祥
- 作画監督：上野贤
- 作画監督補佐：石井久志、志田直俊
- 美術監督：行信三

#### 主题曲
片头曲：「The Biggest Dreamer」
作詞： / 作曲‧編曲：太田美知彦
主唱：和田光司
插曲：「SLASH!!」
作詞： / 作曲‧編曲：太田美知彦
主唱：太田美知彦
插曲：「One Vision」
作詞： / 作曲‧編曲：太田美知彦
主唱：谷本貴義
插曲：
作詞‧作曲： / 編曲：阿部靖广
主唱：折笠富美子
片尾曲：
作詞‧作曲： / 編曲：阿部靖广
主唱：AiM
香港镭射粤语版片尾曲：「橫掃」
作曲‧編曲：伍樂城 / 作詞：黃偉文
主唱：麥浚龍
歌曲收錄在2003年3月18日發行的《Next Step》。

## 朗读剧
|   | 作品名                 | 公演名                                      | 公演时间     | 网络首播时间 | 舞台监督 | 朗读台本 | 场次 | 场馆           |
| - | ---------------------- | ------------------------------------------- | ------------ | ------------ | -------- | -------- | ---- | -------------- |
| 1 | 数码宝贝一夜祭         | 我们爱数码宝贝音乐 御台场纪念音乐会2003-春- | 2003年4月6日 | Ｎ／Ａ       | 角铜博之 | 广真希   | 2场  | Zepp Tokyo     |
| 2 | 数码宝贝驯兽师之王2021 | 数码祭2021                                  | 2021年8月1日 | 2021年8月1日 | 清水雅文 | 小中千昭 | 1场  | 横须贺艺术剧场 |

## 广播剧CD
|   | 作品名                                     | 发售时间       | 演出              | 脚本                          | 时长   | CD编号     |
| - | ------------------------------------------ | -------------- | ----------------- | ----------------------------- | ------ | ---------- |
| 1 | 数码宝贝驯兽师之王 原创故事 数据包里的信息 | 2003年4月23日  | 貝澤幸男          | 小中千昭                      | 64分钟 | NECA-30083 |
| 1 | 数码宝贝 原创故事 特别篇 ～with～          | 2003年12月19日 | 角銅博之/貝澤幸男 | 角銅博之/小中千昭/富田祐弘 等 | 9分钟  | ICCM-3     |
| 2 | 数码宝贝驯兽师之王2018 Days-情報与非日常-  | 2018年4月3日   | 貝澤幸男          | 小中千昭                      | 29分钟 | HMCH-2073  |

## 小说
《數碼寶貝驯兽师1984》，刊载于《SF Japan》Vol.5 2002年夏季号（ISBN 4-19-720214-8），作者2017年10月25日将第二版网络刊载于Google协作平台，并且同时刊载了简体中文和繁体中文翻译版。前传性质的短篇小说，讲述了《数码宝贝驯兽师之王》里野生小组成员年轻时候研究数码兽的故事——“故事”源起的故事。

### 制作人员
- 作者：小中千昭
- 插图：渡边健史
- 刊载：SF Japan
- 刊号：Vol.5 2002年夏季号
- 出版：德间书店
- 发售：2002年9月10日
- 内容：5页正文，2页插图
- 页数：第160-166页
- 网络：Google协作平台
- 刊载：2017年10月25日

### 登场角色
| 本名                          | 代号           | 代号来源 | 简介 |
| ----------------------------- | -------------- | --- | --- |
| （未公布本名）                | 黛西 Daisy     | 亚瑟·查理斯·克拉克（Arthur Charles Clarke）和斯坦利·库布里克（Stanley Kubrick）的科幻小说和电影《2001太空漫游》中的著名人工智能哈儿在被鲍曼摧毁前，演唱了制造者钱德拉博士教给它的《Daisy Bell》中的一段：“Daisy, Daisy, / Give me your answer, do! / I'm half crazy, / All for the love of you!”黛西即来源于此。 | 本作小说女主角，帕罗奥多大学（Palo Alto University）的博士生，美国加州帕罗奥多本地人，加入野生小组起初是由于对李镇宇的好感。负责软件和程序设计，是D-Ark最初的设计者，第一次数码兽事件的亲历者。小组解散后在一家个人电脑公司开发图形用户界面。                                                                       |
| 罗伯·麦考伊 Rob McCoy         | 道尔芬 Dolphin | 麦考伊在美国西海岸师从以对海豚的研究著称的约翰·里利（John C. Lilly）教授。尽管他本人并没有与海豚（dolphin）接触的经历，还是被大家叫做道尔芬（Dolphin）。海豚是和意识（Consciousness）研究直接相关的。 | 帕罗奥多大学助理教授（后升为教授），野生小组的组织者，因为求学于里利教授的关系，被外人以为是一个具有嬉皮士特点的人，其实不然。儿子名叫基思·麦考伊（Keith McCoy），孙女名叫爱丽丝·麦考伊（Alice McCoy）。召集一些学生加入他发起的“数码兽计划”（Digimon Project），组建“野生小组”（The Wild Bunch）。                 |
| 水野伍郎 Mizuno Gorou         | 涩果子 Shibumi | /Shibumi，名词。这是一个有关简洁、微妙、不引人注目的事物的美学意向的日语词汇。所指非常广泛，并不限于艺术和时尚领域。我以为这里指的就是水野淡漠、一元化的性格。 | 留着及肩的长发，总是很淡漠的日本男学生。提出了“现实态”（隐德来希，希腊语：Entelecheia）思想并亲自实践，是小说中数码兽事件发生的关键人物。在小组解散后似乎仍进行着自己的研究。 |
| 李镇宇 Lee Janyuu/Li Jiang-yu | 道 Tao         | Tao指的应该是道家学说的“道”。 | 待人温文、彬彬有礼的香港青年，师从罗伯·麦考伊，和日本妻子李麻由美（柳瀬麻由美）在大学时就已结婚，野生小组解散后移居日本，并生育两儿两女，长子名李连杰、长女名李嘉玲、次子名李健良、次女名李小春。负责小组中的通信语言部分，主张“进化”的形式。小组解散后在日本一家与黛西的公司为商业竞争对手的大型计算机企业做研发。 |
| 艾西瓦娅·雷 Aishuwarya Rai    | 科莉 Curly     | 名字来源于印度宝莱坞女星艾西瓦娅·雷 | 拥有漂亮长发和惊人美貌的印度传统女学生，研究领域是量子理论。后来成了帕罗奥多大学的助理教授。 |
| （未公布本名）                | 巴别 Babel     | 《圣经·创世记》第11章里的巴别塔。 | 刚上大学的美国爆炸头墨镜黑人青年，在小组中专攻理论物理，后剃为光头。 |

## 游戏

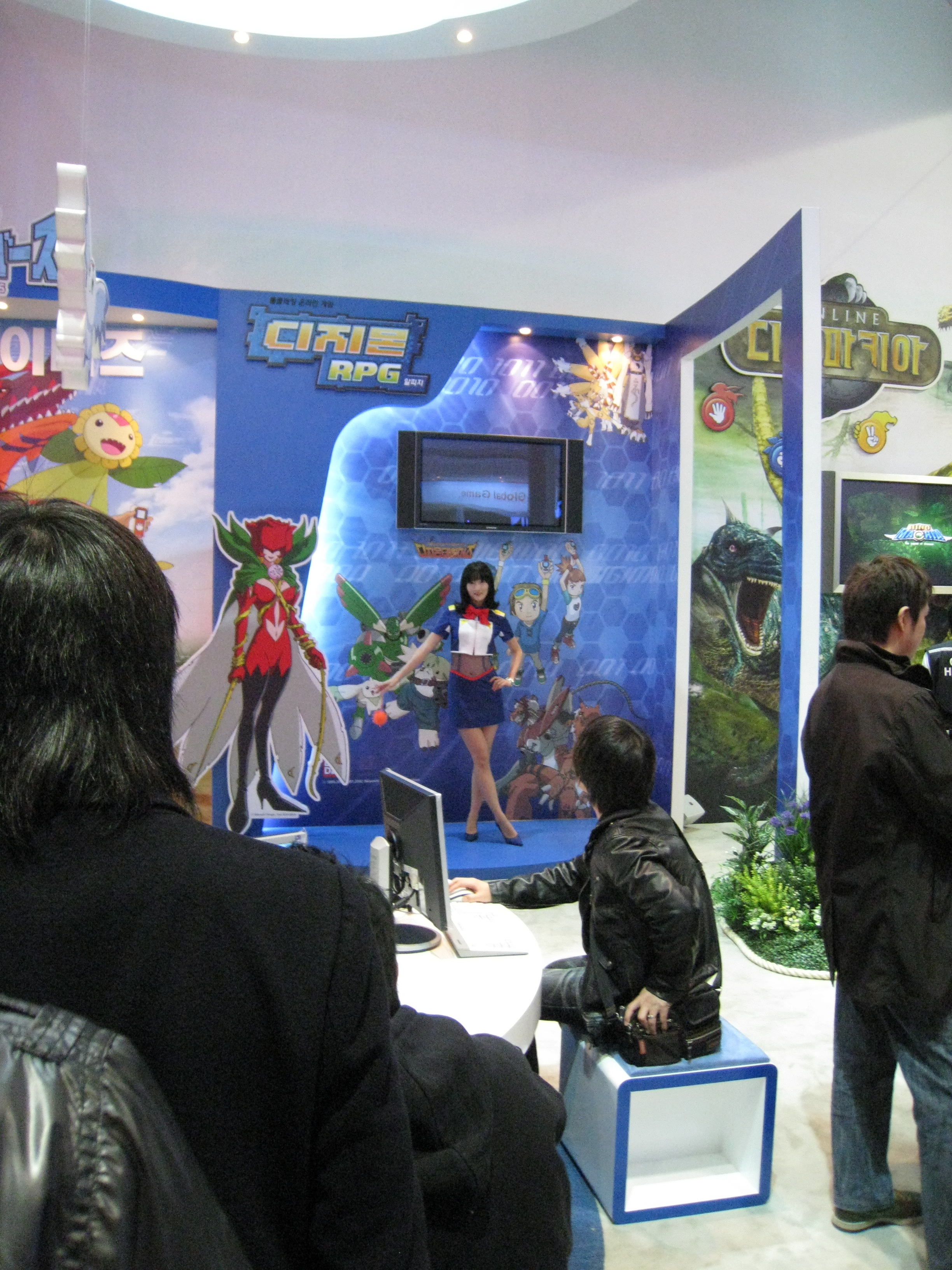
Digimon RPG

- 数码宝贝驯兽师之王：口袋古乐兽（Digimon Tamers: Pocket Culumon）
- 数码宝贝驯兽师之王：数码宝贝集成曲（Digimon Tamers: Digimon Medley）
- 数码宝贝驯兽师之王：战斗之魂（Digimon Tamers: Battle Spirit）
- 数码宝贝驯兽师之王：对战进化（Digimon Tamers: Battle Evolution）
- 数码宝贝驯兽师之王：勇敢的驯兽师（Digimon Tamers: Brave Tamer）
- 数码宝贝驯兽师之王：战斗之魂第1.5版（Digimon Tamers: Battle Spirit Ver.1.5）

## 代理漫画版
中国大陆
- 东方出版社引进和代理出版、新华书店和共和联动图书有限公司联合代理发行余遠鍠版本的本作改编漫画，命名为《数码暴龙03驯兽师之王》。[24]

香港
- 正文社获授权安排余遠鍠将本作改编成漫画，命名為《數碼暴龍03馴獸師之王》（共4卷30话），[25]連載於《CO-CO!》。[24]

台灣
- 青文出版社获授权安排吳合意將本作改编成漫画，命名為《數碼寶貝03馴獸師之王》（共2卷10話），連載於《強棒強棒月刊》。[26]
- 東立出版社代理余遠鍠版本的本作改编漫画，命名為《數碼寶貝03馴獸師之王》。[27]

新加坡
- 創藝出版社代理余遠鍠版本的本作改编漫画，在新加坡和马来西亚发行简体中文（封面标题为繁体中文）和英文版。[28]

## 注解
1. TVB
2. 台視
3. 弘音版片头曲中文LOGO是「數碼寶貝3」，但影碟封面LOGO則是「數碼寶貝03馴獸師之王」。
4. 1 2  1997年东映动画株式会社和国际影业有限公司在香港成立合资公司东映动画企业有限公司，其中东映动画株式会社持股60%、国际影业有限公司持股40%，2009年东映动画株式会社购买国际影业有限公司所持40%股份，使东映动画企业有限公司成为东映动画株式会社全资子公司。至此东映动画株式会社的动画作品在亚洲部分地区版权从国际影业有限公司代理提供转为东映动画企业有限公司直接提供。
5. 1 2 3  「2001夏東映動畫節」公開，同時上映《大～集合！小魔女DoReMi 青蛙石的秘密》、《金肉人二世》，合计票房数据。
6. 1 2 3  「2002春東映動畫節」公開，同時上映《ONE PIECE 珍兽岛之乔巴王国》、《ONE PIECE 梦幻足球王！》，合计票房数据。
7. 1 2  受“非典疫情”对香港的影响，原定于2003年4月12日上映，后延期至2003年8月7日上映。与《数码宝贝大冒险02 迪亚波罗兽的逆袭》同時上映，合计票房数据。
8. 1 2  EVO即为EVOLUTION（进化）。系列构成小中千昭刚进制作组时候，本作企划标题是《数码宝贝大冒险EVO》。因小中千昭当年被漫画《数码宝贝大冒险V驯兽师01》的《V驯兽师01》这一用词吸引，向制作组进言想将本作标题改为《数码宝贝驯兽师》。另外，小中千昭长久以为《数码宝贝大冒险V驯兽师01》是游戏，直到在2018年被火山太田指正。
9. 1 2 3  繁體中文方面，本作TV动画版台譯為「松田啓人」、而本作剧场版和《數碼寶貝大匯戰》台譯為「松田啟人」，港譯均為「松田啟人」。
10. 1 2 3 4  港譯為「李健良」，台譯為「李建良」。
11. ↑  稱號上是歷代最多的，“第九位被選召的孩子”、“1999年最後的被選召的孩子”、“特異的驯兽师”、“D-1驯兽师”、“勇敢的驯兽师”、“流浪的驯兽师”、“最强的驯兽师”、“傳說中的驯兽师”等。
12. ↑  WS游戏《数码兽大冒险：阳极驯兽师》《数码兽大冒险：阴极驯兽师》《数码兽大冒险02：组合驯兽师》《数码兽大冒险02：D-1驯兽师》《数码兽驯兽师：勇敢的驯兽师》男一号，TV动画《数码兽驯兽师》和剧场版《数码兽驯兽师 暴走特急》男三号，漫画《数码兽大冒险V驯兽师01》、剧场版《数码兽大冒险 我们的战争游戏！》、TV动画《数码兽大冒险02》《数码兽合体战争 ～穿越时空的少年猎人们～》、剧场版《数码兽大冒险tri. 第6章 我们的未来》客串角色，穿越不同的时空和宿敌千年兽进行宿命的对决。曾解救动画版太一等人、曾和一乘寺贤是朋友搭档、曾和松田启人等人并肩作战、曾和动画前三部主役数码兽搭档、曾和漫画版太一决斗、曾协助过明石激和工藤大器等人。
13. ↑  因从2002年开始电视调查收视率计算方法有所改变。
14. 1 2  角色形象参考日本演员石桥莲司。
15. ↑  古神与以克苏鲁为主的旧日支配者们敌对。而“古神之印”是由古神创造，用于抵抗旧日支配者的防御标志。
16. ↑  作为这些关键思想诞生的先驱，应当包括：阿尔蒙·斯特罗格（Almon Brown Strowger），他为一个含有逻辑门电路的设备申请了专利。
17. ↑  指1946年英美两国签订的“英美防卫协定”（UKUSA Agreement），后成员扩大至包括英国的三个自治领加拿大、澳大利亚和新西兰，共计五个国家。旨在在这五个英语国家联盟间进行情报分享与联合拦截敌国情报的活动。该网络于60年代升级为“梯队系统”。
18. ↑  ARPANET诞生于1969年，是Internet的前身，第一个数据通信广域网络，被誉为“因特网之母”。1983年，ARPANET分裂为两部分：ARPANET和纯军事用的MILNET。作为非军事用途的ARPANET于1990年7月被NSFNET（Nationa1 Science Foundation Network）取代为Internet主干网，1990年正式退役,完成了历史使命。
19. 1 2  角色形象参考Linux开发者林纳斯·贝内迪克特·托瓦兹（Linus Benedict Torvalds）。
20. ↑  该系统的计算机实验是这样的：把关于生命进化的概念引进计算机领域，用数字计算机提供的资源（RAM单元，CPU时间以及操作系统）为数字生命提供一个生存环境，同时引进相应的机制，如死亡机制、变异机制，由此来探索生命进化过程中出现的各种现象、规律以及复杂系统的涌现行为。
21. ↑  设计灵感来源于以霍华德·菲利普·洛夫克拉夫特（Howard Phillips Lovecraft）的小说世界为基础，由奥古斯特·威廉·德雷斯（August William Derleth）整理完善、众多作者共同创造的架空神话体系克苏鲁神话中虚构的塞拉伊诺大图书馆（the Great Library of Celaeno）。
22. ↑  DCS＝Digital Collection System（数码收集系统）。这种程序被FBI用于收集和检查电子邮件的主题信息，然而有许多人认为这样做可能侵犯公众的隐私权，其原名“食肉动物”更是给人造成一种专门“掠食”隐私的印象。
23. ↑  和山木满雄为同居男女朋友关系。
24. ↑  数码兽大冒险、数码兽大冒险02、数码兽驯兽师、数码兽大冒险V驯兽师01、数码兽合体战争
25. ↑  官房长官、文部科学省次官、政务次官、监查委员等人。
26. ↑  克苏鲁神话中虚构的1797年始建于美国马萨诸塞州阿卡姆镇的一所拥有考古学系、人类学系、历史学系、医学系、研究生院和图书馆等的综合大学。
27. ↑  ARMS是Artificial Monsters（人工制成怪兽）的简称，而ZERO是指它是首架同类的零号武器。
28. ↑  命名来源于史都华·戈登导演的同名美国电影，剧本改编自霍华德·菲利普·洛夫克拉夫特创作的短篇恐怖小说《尸体复活者赫伯特.威斯特》（Herbert West–Reanimator）。
29. ↑  人工智能第一次浪潮（1956年-1976年），人工智能第二次浪潮（1976年-2006年），人工智能第三次浪潮（2006年至今）。
30. ↑  《网络安全基本法》规定，日本政府将新设以内阁官房长官为首的“网络安全战略本部”，统一协调各部门的网络安全对策。“网络安全战略本部”还将与日本国家安全保障会议、IT综合战略本部等其他相关机构加强合作。
31. ↑  让名为欧格内特的纳米机器进化，使之实体化。
32. ↑  不過在本作中則是將其當成尼伯龍根之指環登場的男主角齊格菲Siegfried（西古德的德文名）之坐騎（似乎有意將公爵兽視為西古德）
33. ↑  日本国内票房
34. ↑  2003年4月5日-4月6日于Zepp Tokyo举办的「我们爱数码宝贝音乐 御台场纪念音乐会2003-春-」（We Love DiGiMONMUSiC お台場メモリアルコンサート2003-春-）公演2天。4月5日「艺术家日」（アーティストDAY）共2场，现场演唱收录于CD专辑（NECA-17001）；4月6日「角色日」（キャラクターDAY）共2场，朗读剧《数码宝贝一夜祭》（デジモン:One Night Stand）公演。
35. 1 2 3  《数码宝贝系列 原创故事》时长9分钟，全球限定500张应募非卖品，包含《数码宝贝大冒险》（时长2分钟，演出/脚本：角銅博之）、《数码宝贝大冒险02》（时长2分钟，演出：角銅博之，脚本：角銅博之、泥沼静馬、吉村元希）、《数码宝贝驯兽师之王》（时长4分钟，演出：貝澤幸男，脚本：小中千昭）、《数码宝贝无限地带》（时长1分钟，演出：貝澤幸男，脚本：富田祐弘、成田良美、大和屋晓）的内容。
36. ↑  《数码宝贝驯兽师之王 Blu-ray BOX》初回生产限定特典
37. ↑  根据“老板是个嬉皮士”这一细节推测，黛西就职于苹果公司，老板是史蒂芬·保罗·乔布斯（Steven Paul Jobs）。
38. ↑  全名是约翰·坎宁安·里利（John Cunningham Lilly），美国心理学家，精神分析学家，哲学家和作家。是知觉研究的先驱，加州反主流科学家联盟的接触成员，海豚是他的研究媒介。SF电影《灵魂大搜索》（Altered States）即来源于他和他关于变性意识状态（Altered state of consciousness，ASC）的研究。
39. ↑  哥特蘿莉，行动神秘，最终下落不明。
40. ↑  动画中涩果子的声优是诹访太朗，这是一位从未担任过声优的老牌日本演员。涩果子这个角色的设计者，脚本廣真希和小中千昭都认为诹访太朗先生的形象和涩果子很类似，所以极力邀请他出演。
41. ↑  根据“与苹果公司为商业竞争对手”这一细节推测，李镇宇就职于富士通。